# Jean-Pierre Mabile
Pour les articles homonymes, voir Mabile.
Jean-Pierre Mabile (20 septembre 1800 Rurey  - 7 mai 1877 à Rome), est un prélat catholique français, évêque de Saint-Claude pendant sept ans puis évêque de Versailles pendant 19 ans, à ce titre l'un des pères du concile Vatican I.

## Biographie
Jean-Pierre Mabile est né le 20 septembre 1800 à Rurey dans le Doubs d'un père laboureur. Il passe sa jeunesse dans les champs, et se fait remarquer à l'école par son application et à l'église par sa pénétration au catéchisme. À 19 ans, son oncle le curé d'Aillevans remarque son intelligence et sa volonté de s'instruire, l'envoie au petit séminaire d'Ornans pour trois années d'études littéraires, qu'il complète ensuite par une année de philosophie au séminaire d'Écoles. il entre ensuite au grand séminaire de Besançon et de là, remarqué par son intelligence, il est envoyé par le cardinal de Rohan comme professeur de philosophie au collège de Gray en 1829. 
Il est ordonné prêtre le 19 septembre 1829 pour le diocèse de Besançon. En 1844, le chanoine franc-comtois Jean-Marie Doney est nommé évêque de Montauban et désire s'entourer de prêtres comtois pour administrer son nouveau diocèse. C'est ainsi que l'abbé Mabile l'accompagne et devient vicaire général de Montauban.
Il est ensuite nommé évêque de Saint-Claude, dans le Jura, en 1851, fonction qu'il conservera jusqu'en 1858, date de sa nomination au siège de Versailles, qu'il occupera jusqu'à son décès en 1877. 
De décembre 1869 à juillet 1870 il participe au concile Vatican I comme père du concile ; il y est alors un fervent défendeur de la définition de l'infaillibilité pontificale et demande la rédaction d'un catéchisme universel.

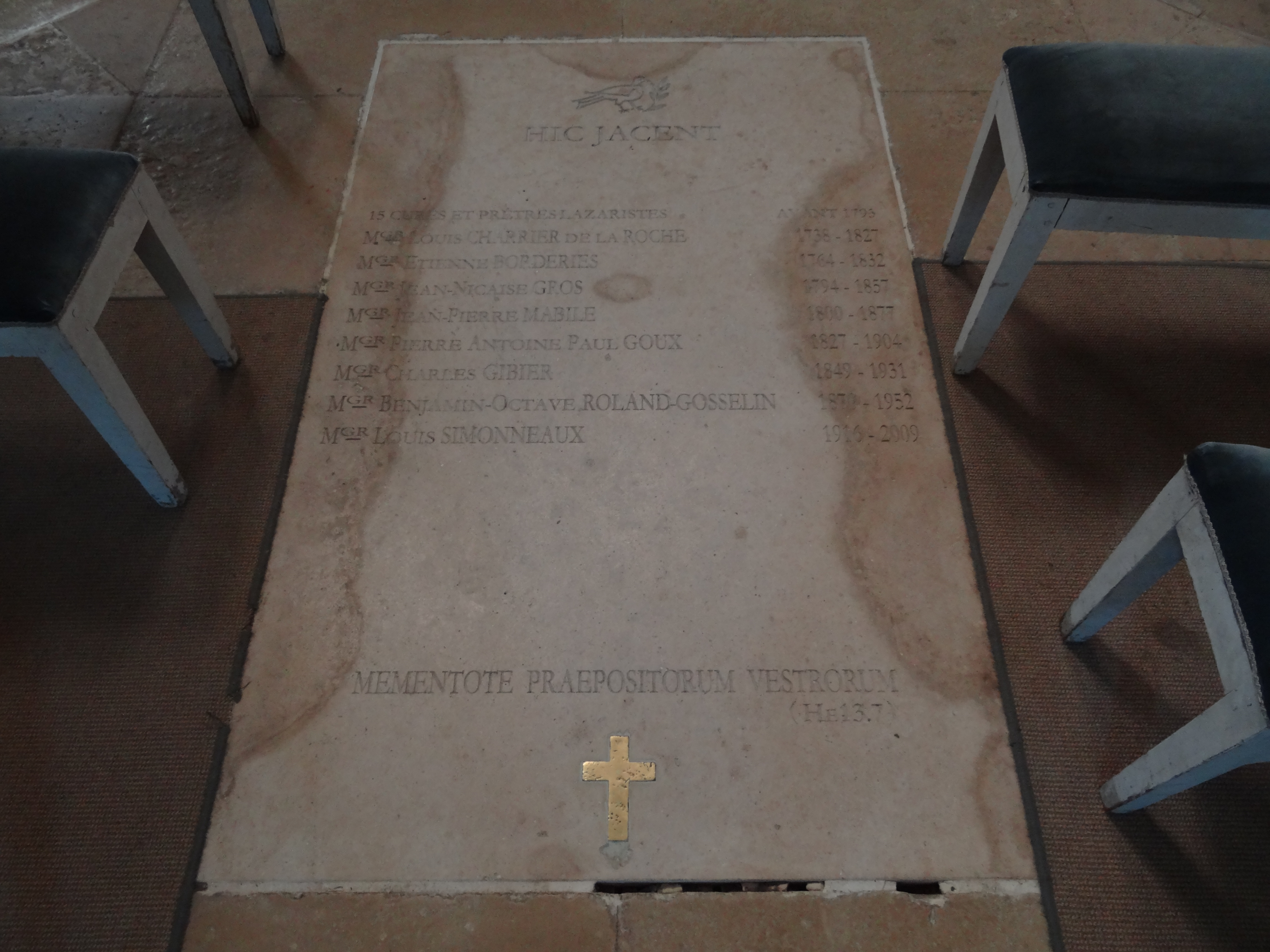
Vue de l'entrée du caveau des évêques de Versailles dans la cathédrale Saint-Louis de Versailles (Yvelines).

Se rendant à Rome à l'occasion de l'anniversaire des 50 ans d'épiscopat du pape Pie IX, il meurt le 8 mai 1877. Ses obsèques ont lieu le 16 mai suivant à la cathédrale de Versailles, où il est inhumé dans le caveau épiscopal.

## Distinctions
- Officier de la Légion d'honneur (1er aout 1868)[5]
- Prélat romain[6]
- Assistant au trône pontifical[6]